# Sojoez TMA-11
Sojoez TMA-11 (Russisch: Союз ТМА-11) was een ruimtemissie om personeel van en naar het ISS te vervoeren. De missie begon op 10 oktober 2007 om 13:22:39 UTC, toen het ruimtevoertuig werd gelanceerd van LC-1 op Baikonoer Kosmodroom. Het zal aan het ISS gekoppeld blijven, omdat het mogelijk dient als een reddingsschip. Op 19 april 2008 landde de Sojoez veilig in de steppen van Kazachstan.

## Crew

#### Bemanning ISS Expeditie 16
- Joeri Malentsjenko (4), Sojoez-commandant en ISS-vluchtingenieur -  Rusland
- Peggy Whitson (2), vluchtingenieur, ISS-commandant -  Verenigde Staten

#### Wordt gelanceerd
- Sheikh Muszaphar Shukor (1), onderzoeker-astronaut -  Maleisië

#### Zal landen
- Yi So-yeon (1), onderzoeker-astronaut -  Zuid-Korea

## Reservebemanning
- Salizjan Sjaripov , commandant -  Rusland
- Michael Fincke, vluchtingenieur -  Verenigde Staten
- Faiz Khaleed, onderzoeker-astronaut -  Maleisië